# 祛魅
祛魅，又稱除魅，在社会科学中是指在现代社会消去神秘主义（魅惑力）的表面并把文化合理化，这个概念最初由马克斯·韦伯借用弗里德里希·席勒的理论来描述现代化、官僚化的世俗西方社会，在这种社会中自然理解能力比信仰更有价值、过程都以合理的目标为方向，与韦伯所说的“这个世界上遗留着好的迷人的花园”的传统社会相对立。
“祛魅”和“复魅”的概念，在西方后现代哲学著作中使用的比较多，但学术界没有公认准确的定义。“祛魅”有時也稱為“除魅”，是指剥去附着在事物表面上的那层虚假的东西，即“魅”；“复魅”有时也译为“返魅”，是主张返回事物的自然状态，恢复事物的本来面貌。

## 启蒙运动中的矛盾
- 韦伯对祛魅过程的评价既正面又负面的矛盾态度[3]，被法兰克福学派所继承，并用于研究启蒙理性主义中自我毁灭的因素。[4]。

- 哈贝马斯随后努力为祛魅的表面寻找现代性的积极基础，甚至有时欣赏韦伯对世俗社会建立时代的认知，这仍然是“死去的宗教信仰的鬼反复出现”[5]。

- 一些人将世界的祛魅视为在集体主义的标准空虚感中对存在主义承诺和个人责任的呼吁[6]。

## 神圣化
- 祛魅凭借在流行中被攻击和衰退的促进集体认同感的仪式信仰的引导结构、机构，与去神圣化的概念有关。根据亨利·休伯特和马塞尔·莫斯的理论，献祭仪式涉及两个过程：神圣化和去神圣化。第一个过程赋予了对神圣内容的世俗化提供—献祭—提供了神圣世界与世俗世界之间的交流。一旦实行了献祭，仪式必然会为了在合适的地方返还神圣和世俗而变得非神圣化。[7]

- 祛魅运作在宏观层次上，而不是在上面描述的微观层次上。它也凭借首先需要神圣化的混沌的社会因素来继续以知识作为他们的解药。因此祛魅能够与涂尔干提出的“失范”有关。[7]

## 复魅
- 近年来，韦伯的范例受看到“复魅”过程在祛魅旁边运作的思考者的挑战[8]。因此，“魅”被用于在根本上改变低价服务工作的被体验[9]。

- 荣格考虑用符号为精神上从复魅世界的无意识返回提供一种方法[10] - 发现神话的方法，一旦提供了全体感觉，通过一个祛魅新式[11]。

- 厄内斯特·盖尔纳争论认为尽管祛魅是现代性的不可避免的产品，许多人恰好不能站在一个祛魅的世界，因此选择为各种各样的“复魅教义”，例如精神分析学、马克思主义、维特根斯坦思想、现象学、民族方法学。这些复魅教义的显而易见的特征是他们都在尝试使他们自己与自然主义能共处：换句话说，他们不涉及超自然力量。[12]

- 英国社会学家Leo Ruickbie以在现代魔术实践者演示复魅的新异教社区的研究为基础进行表演。同时使用定性参与分析和定量调查分析，他能够论证一个范围内的反复迷人的特征符合韦伯理论的那些推测。[13][14]